# 馬自達Xedos

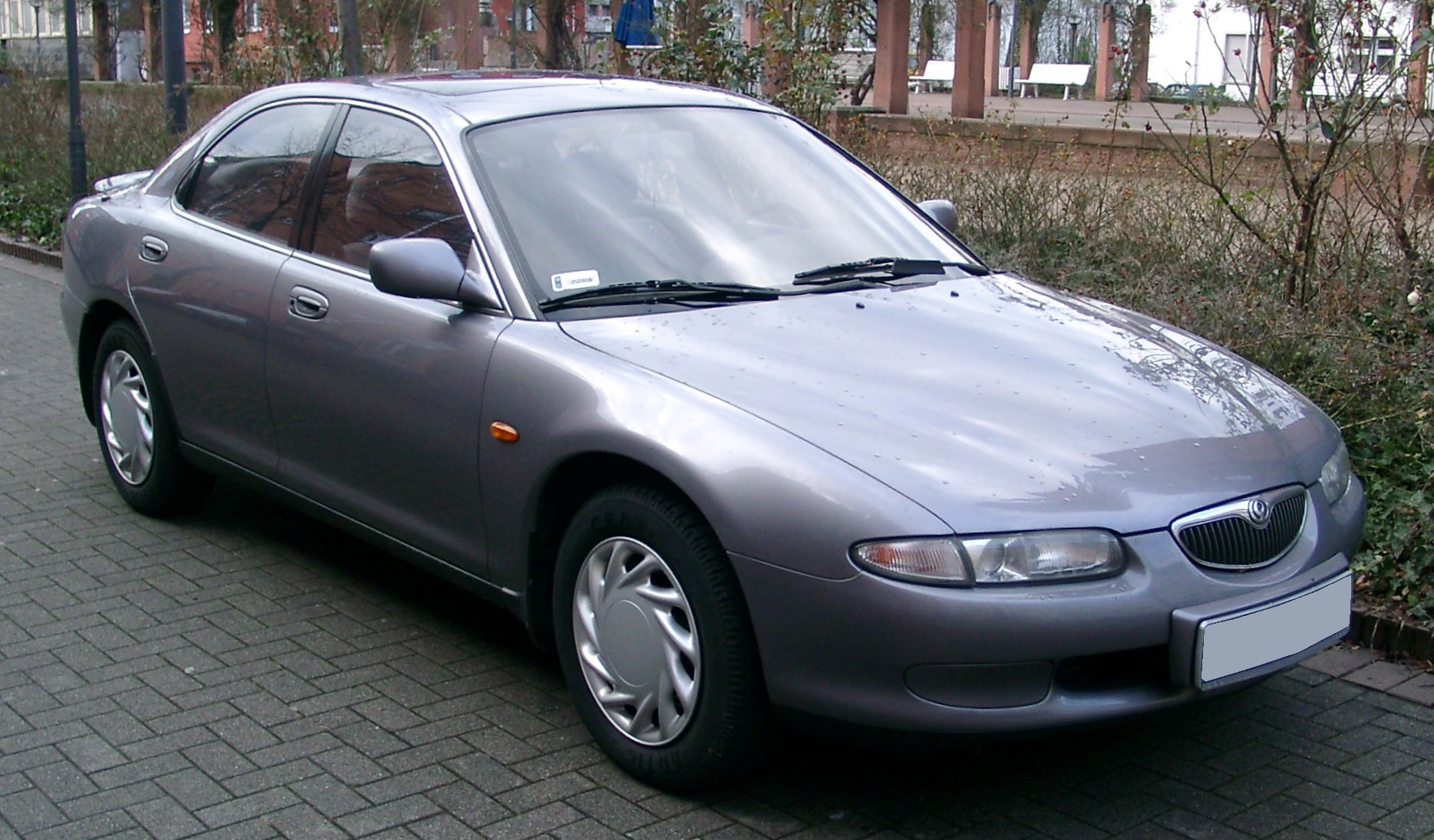
馬自達Xedos 6

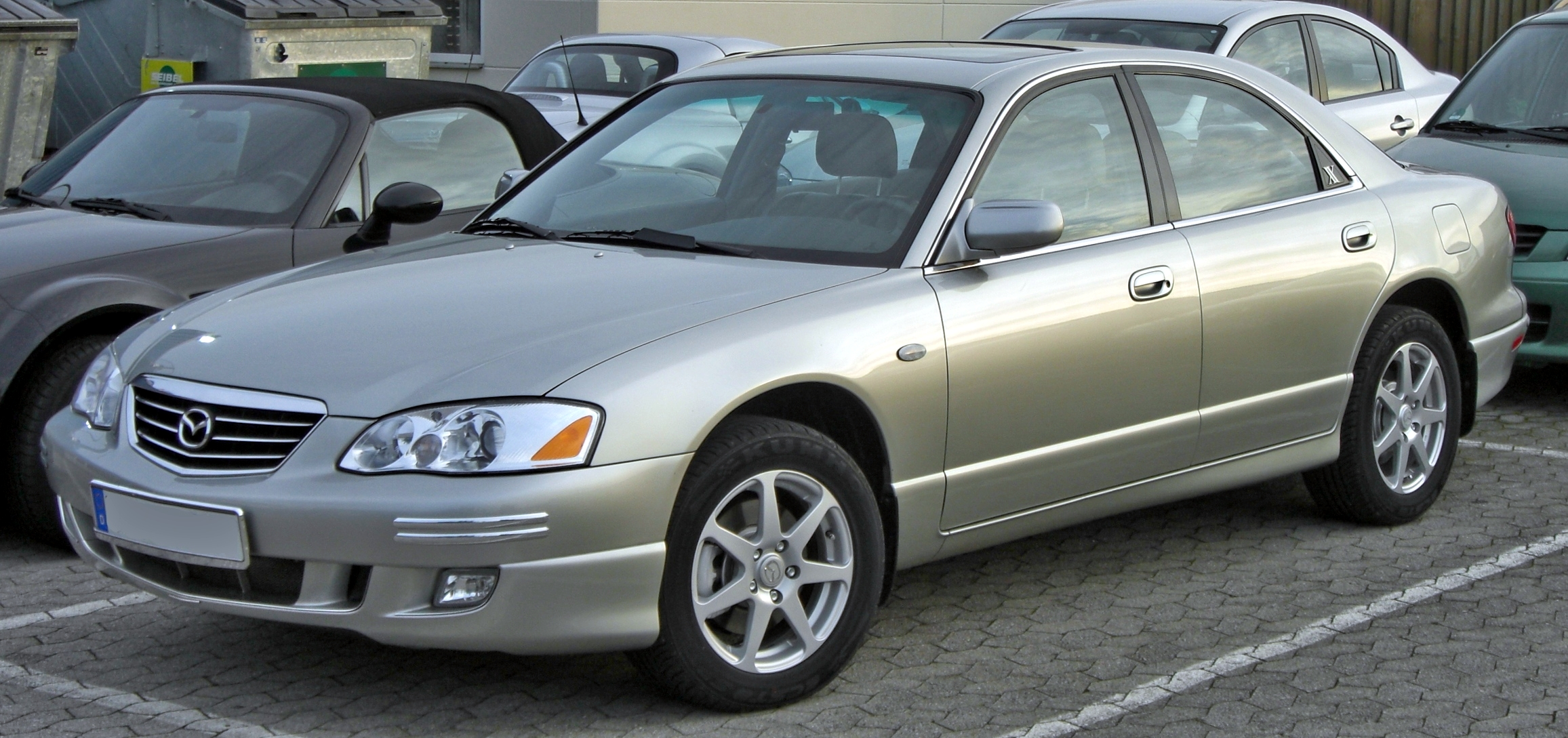
馬自達Xedos 9

馬自達Xedos是1992年起日本馬自達汽車公司在歐洲發表的一個級距名稱，專門走豪華轎車路線。
起初發表上市的車款是馬自達Xedos 6，也就是日本版的Eunos 500，不過此款車並未在美國和加拿大發售。它跟BMW 3系列的車身大小與引擎近似，搭載1.6L直列四缸DOHC B6型引擎與2.0L V型六缸DOHC KF型引擎。全球所有的Xedos 6和Eunos 500加起來共生產了72,101輛。
另外在1994年。馬自達發表了車身大了一級的Xedos 9，在日本稱作Eunos 800，在北美洲地區叫作馬自達Millenia，其定位與BMW 5系列相當接近。很可惜的，兩種Xedos車款在歐洲並未大受歡迎，於是2000年停止銷售。

## 外部連結
- 俄國Xedos 6車友會 （页面存档备份，存于）
- 俄國Xedos6论坛 （页面存档备份，存于）